# Última Hora (España)
Última Hora es un periódico español, editado en la ciudad de Palma de Mallorca. Fundado en 1893, es uno de los diarios más antiguos de Baleares. Editado por Hora Nova S.A., pertenece al Grupo Serra, empresa de medios de comunicación. 

## Historia

### Época Tous
Fundado por José Tous Ferrer, el primer número apareció el 1 de mayo de 1893. Entre aquel año y 1960 se tituló La Última Hora y hasta la década de 1970 fue vespertino. En el contexto periodístico mallorquín el periódico aportó algunas innovaciones, como la incorporación de la publicidad como elemento comercial y la remuneración económica a los redactores. En julio de 1893 se inició la nueva sección Los sábados de La Última Hora, que incluía colaboraciones de autores como Leopoldo Alas «Clarín», Benito Pérez Galdós o Alphonse Daudet. En mayo de 1895 se incorporaron algunas mejoras, como el aumento del formato, la ampliación de la plantilla de corresponsales en el extranjero —Joan Baptista Ensenyat desde París, o Àngel Sureda desde Buenos Aires— y la inclusión de más escritores mallorquines como colaboradores.
A partir de 1895 impulsó algunas iniciativas de carácter popular, como la suscripción «El aguinaldo del soldado», destinado a las tropas españolas que luchaban en Cuba, o la que organizó en marzo de 1938, durante la Guerra civil española, para levantar un monumento dedicado a las víctimas del crucero Baleares. 
En la década de 1940 sufrió la escasez de papel, por lo que se redujo la tirada y se cambió el tamaño y el tipo de papel.
A José Tous Ferrer le sustituyó en la dirección del periódico su hijo José Tous Lladó, iniciándose así una etapa de renovación: se incrementó la información internacional y de deportes, aumentaron las noticias de agencia y se potenció la sección de literatura y arte, que estuvo a cargo de Miguel Ángel Colomar. Con Fernando Tous Lladó se inauguró una etapa caracterizada por una mejora en la composición. Además, la incorporación de Pau Llull propició la potenciación de la sección de deportes y de los reportajes.
En 1960 Josep Tous Barberán, nieto del fundador, accedió a la dirección del periódico. Durante su gestión —que se prolongó hasta 1974— se llevaron a cabo algunos cambios formales. Así, en 1961 se eliminó el artículo «La» —el diario pasó a llamarse simplemente Última Hora— y dejó de utilizarse el formato grande para pasar al de tabloide.
Fue en 1967 el primer periódico del Estado español que se imprimió en una rotativa offset. En agosto de 1974 Pedro Antonio Serra Bauzá, que había comprado el paquete mayoritario de acciones a la familia Tous, se encargó de la dirección del diario.

### Época Serra
Serra asumió las nuevas propuestas, sistemas y métodos e introdujo una fuerte estrategia comercial y una línea editorial basada en la denuncia, el seguimiento de la noticia y el reportaje. Ejemplo de ello son las seis ediciones que se hicieron el 20 de noviembre de 1975 para ofrecer todos los detalles sobre la muerte de Franco; o la edición de un especial que se hizo a última hora de la noche a raíz de la inesperada dimisión de Adolfo Suárez como presidente del Gobierno español. Asimismo, y con la nueva dirección, se introdujo el color rojo en el logotipo.
Entre 1975 y 1980 el diario vivió un proceso ascendente y pasó de una tirada de 13 776 ejemplares (1975) a 18 656 (1977) y a 20 049 (1979). Desde 1980 y hasta la actualidad (2016), es el diario de mayor tirada y difusión de las Islas Baleares. Según datos de OJD (julio de 2014 – junio de 2015), Última Hora tenía una difusión diaria de 23 796 ejemplares.
En diciembre de 1979 se publicó la edición dominical, lo cual lo convirtió en el primer diario de España que salía los siete días de la semana. Progresivamente, la publicación dejó de ser vespertina y se convirtió en matutina. A pesar de ello, entre julio de 1973 y abril de 1984 se hizo una edición de tarde. Entre el mes de diciembre de 1982 y el de abril de 1984 esta edición se tituló La Tarde y fue dirigida por Jimmy Giménez-Arnau.
El 1 de enero de 1984, Pedro Comas sustituyó a Pedro Antonio Serra como director, quien asumió las funciones de presidente ejecutivo. Aquel año, el Grupo Serra —empresa propietaria del rotativo— compró al Estado el diario Baleares, y los dos medios pasaron a imprimirse en las instalaciones de Son Castelló.
El 21 de marzo de 2002 se inauguró en el polígono de Son Valentí (Palma de Mallorca) la nueva planta impresora, que acoge la rotativa Koëning & Bauer Komet, que puede imprimir 35 000 ejemplares y permite una edición de 128 páginas, 64 en color. Posteriormente se adquirió una segunda rotativa.
Con el objetivo de llevar a cabo una política de descentralización informativa se han abierto delegaciones comerciales en Inca (septiembre de 1985) y Manacor (febrero de 1989). Asimismo, en 1997 se inauguró la edición de Última Hora d’Eivissa i Formentera, la cual, y como fruto de la integración de los recursos del Grupo Serra y de Grupo Prensa Pitiusa, se transformó el 15 de junio de 2014 en Última Hora-Periódico de Ibiza y Formentera. En 2000 se creó la delegación de Menorca. En 2013 la edición menorquina se fusionó con Menorca Diario Insular e incorporó sus recursos al que es, a día de hoy, el único periódico de la isla, el Menorca.
Pedro Comas dirigió el rotativo durante tres décadas, hasta que el 7 de julio de 2014 Miquel Serra Magraner asumió el cargo de Editor-Director.
Desde 1998 se publica la edición digital ultimahora.es.
A pesar de ser un diario redactado en español, a lo largo de su trayectoria han sido numerosas las secciones y suplementos escritos en catalán, así como los autores que en ellos han colaborado. En este sentido, se ha publicado «La columna de foc» —donde han escrito Francesc de Borja Moll, Aina Moll, Josep M. Llompart o Gabriel Janer Manila—; «Memòries de la clandestinitat» —escritas por Antoni Serra—; «Amics de la Glosa»; o «Literatura» —donde colaboraron Blai Bonet, Damià-Ferrà Ponç, Isidor Marí o Carme Riera—, y la tira «Vuits i nous» —Premio Ciudad de Palma de Periodismo (1991)—.
Comprometido con la cultura y la historia de las Islas Baleares, ha publicado suplementos que se han convertido en imprescindibles para conocer la realidad de las Islas, como la Gran Enciclopedia de Mallorca, la Gran Enciclopèdia de la Pintura i l’Escultura a les Balears, Memòria Viva, la colección Guia dels Pobles de Mallorca, o la traducción al catalán de Die Balearen [Las Baleares descritas por la palabra y la imagen], del archiduque Luis Salvador de Austria. Además, desde 1987 publica la revista Brisas y, desde septiembre de 2013, el semanario sobre turismo, negocios y empresas El Económico.
Asimismo, en 1994 se fundó la emisora Última Hora Radio y en 1998 el «Club del suscriptor».
El mes de diciembre de 1995 se inauguró el Club Última Hora, una tribuna de debate desde la cual se pretende fomentar el pluralismo social. Así, en este espacio han expuesto sus proyectos e ideas personalidades de ámbitos tan diversos como el deporte —Johan Cruyff, Vicente del Bosque, Kilian Jornet—, premios Nobel de la Paz —Rigoberta Menchú o Adolfo Pérez Esquivel—, astronautas —Miguel López-Alegría y Pedro Duque—, médicos —Valentí Fuster o Luis Rojas-Marcos—, directores de cine —Fernando Trueba o Daniel Monzón—, historiadores y arqueólogos —Paul Preston y Eudald Carbonell—, montañistas y aventureros —Jesús Calleja y Miguel de la Quadra-Salcedo—, etc. Por otra parte, ha reunido a científicos y catedráticos para participar en las jornadas que el Club organiza regularmente junto con la Universidad de las Islas Baleares y la Fundación Ramón Areces.
Entre 1965 y 2005 otorgó anualmente los premios Siurells de Plata al mallorquín del año.

## Ideología
Última Hora es un periódico de tradición liberal. Durante la Primera Guerra Mundial se mostró favorable a los anglófilos. En esta primera época se caracterizó por el apoyo a la política de Valeriano Weyler y del Partido Liberal Weylerista. Durante la Dictadura de Primo de Rivera el rotativo fue sometido a censura y sus secciones más afectadas fueron las del servicio telegráfico, las editoriales y los artículos de opinión.
Durante los años de la II República mantuvo una línea editorial independiente, aunque de tendencias conservadoras. En sus páginas publicaron artículos dirigentes socialistas como Alexandre Jaume y Gabriel Alomar Villalonga, y celebró la proclamación del nuevo régimen.
Durante la dictadura franquista el periódico estuvo sometido a la censura previa y, a finales de la década de 1960, acentuó su tendencia liberal y su posición a favor de la democracia. A partir de 1974 y hasta el día de hoy, Última Hora se ha caracterizado por ser un diario de tendencia liberal autonomista.

## Directores
- José Tous Ferrer (1893-1950)
- José Tous Lladó (1950-1958)
- Fernando Tous Lladó (1958-1960)
- José Tous Barberán (1960-1974)
- Pedro Serra Bauzá (1974-1983)
- Pedro Comas Barceló (1984-2014)
- Miquel Serra Magraner (desde 2014)